# Thermoactinomycetaceae
Thermoactinomycetaceae  è una famiglia di batteri appartenente all'ordine dei Bacillales. Essa comprende i seguenti generi: 
- Laceyella
- Planifilum
- Seinonella
- Thermoactinomyces
- Thermoflavimicrobium